# Privileged
Priviliged est une série télévisée américaine en 18 épisodes de 42 minutes créée par Rina Mimoun, basée sur le livre How to Teach Filthy Rich Girls par Zoey Dean, et diffusée entre le 9 septembre 2008 et le 24 février 2009 sur le réseau The CW, et en simultané au Canada sur Citytv.
En Suisse, la série est diffusée depuis le 1er octobre 2011 sur TSR2 et en France, depuis le 28 août 2013 sur HD1. Néanmoins, elle reste inédite dans les autres pays francophones.

## Synopsis
À 23 ans, Megan Smith, tout juste diplômée de l'Université Yale, souhaite devenir journaliste pour un grand magazine new-yorkais. Cependant, tout ne se passe comme prévu et le seul poste qu'elle obtient est celui de pigiste dans un tabloïd. Elle finit par se faire renvoyer de ce tabloïd et rencontre la reine des cosmétiques, Laurel Limoges, qui l'engage comme préceptrice pour ses deux petites-filles, Rose et Jade Baker. Megan s'installe ainsi à Palm Beach et se trouve plongée dans l'univers luxueux et complexe de ce lieu mythique avec pour objectif de réussir à faire entrer les filles à l'Université Duke et de lancer sa carrière d'écrivaine et de journaliste.

## Distribution

### Acteurs principaux
- Joanna García (VF : Nathalie Homs) : Megan Smith
- Lucy Hale (VF : Audrey Sablé) : Rose Baker
- Ashley Newbrough (VF : Olivia Luccioni) : Sage Baker (Jade en VF)
- Allan Louis (VF : Jean-Louis Faure) : Marco Giodello
- Anne Archer (VF : Pauline Larrieu) : Laurel Limoges
- Brian Hallisay (VF : Jean-François Cros) : Will Davis
- Michael Cassidy (VF : Franck Lorrain) : Charlie Hogan
- Kristina Apgar (VF : Anne Mathot) : Lily Smith

### Acteurs secondaires
- Rizwan Manji (en) (VF : Jérôme Wiggins) : Romi
- Melissa Ordway (VF : Adeline Moreau) : Jordanna
- Stacy Barnhisel (VF : Marina Moncade) : Geraldine
- Alice Greczyn (VF : Bénédicte Bosc) : Mandy
- Ignacio Serricchio (VF : Anatole de Bodinat) : Luis
- Dave Franco (VF : Stéphane Marais) : Zachary[4]
- David Giuntoli (VF : Damien Ferrette) : Jacob Cassidy
- John Allen Nelson (VF : Régis Reuilhac) : Arthur « Artie » Smith
- Debi Mazar : Debra Wurtzel
- Andrew James West (VF : François Creton) : Max
- David Monahan (en) : Keith
- Ally Maki (VF : Gwenaëlle Jegou) : Breckyn
- Sharon Lawrence (VF : Pascale Vital) : Shelby Smith[5]
- Steven Culp : Elliot Davis
- Leslie Jordan : Dale Dart
- Michael Nouri : Miles Franklin
- Elaine Hendrix : Elyse Valencour
- Kathy Najimy : Patty Kingston
- Robert Buckley : David Besser
- Abby Pivaronas : Emily

 Source et légende : version française (VF) sur RS Doublage

## Production
En 4 mars 2008, le réseau commande un pilote du projet de Rina Mimoun. Le casting débute immédiatement avec Marsha Mason en tant que femme riche, Michael Cassidy, Joanna García, Lucy Hale et Ashley Newbrough.
The CW commande la série le 12 mai 2008 sous le titre Surviving the Filthy Rich lors des Upfronts. Le mois suivant, le rôle de Marsha Mason a été recasté à Anne Archer.
Le 12 novembre 2008, le réseau commande cinq épisodes supplémentaires, soit un total de 18.
Le 19 mai 2009, The CW annule la série.

## Épisodes
1. La Rencontre (Pilot)
2. En toute honnêteté (All About Honesty)
3. Question de volonté (All About What You Really, Really Want)
4. Rapports de force (All About the Power Position)
5. Quelle fête ! (All About Friends and Family)
6. Apparences (All About Appearances)
7. Chaque problème à sa solution (All About the Haves and the Have-Nots)
8. Révélations (About Defining Yourself)
9. Et moi, et moi, émois (All About Insecurities)
10. À titre de compensation (All About Overcompensating)
11. Homme/Femme : mode d'emploi (All About Love, Actually)
12. L'Effet ricochet (All About the Ripple Effect)
13. Le Dessous des cartes (All About What Lies Beneath)
14. Le Prix à (ne pas) payer (All About Tough Love)
15. Feux de détresse (All About the Big Picture)
16. Confidence pour confidence ? (All About Confessions)
17. Tu ne mentiras point (All About Betrayal)
18. Détruire ou construire, il faut choisir ! (All About a Brand New You)